# Église Saint-Martin de Joch
L'église Saint-Martin de Joch est une église catholique de style baroque située à Joch, dans le département français des Pyrénées-Orientales.

## Histoire
L'église Saint-Martin de Joch est construite de 1756 à 1776 avec réemploi de pierres de l'ancienne église Saint-Martin de Joch située à l'extérieur du village.

#### Fiches Gertrude sur les éléments de mobilier
- « Statuette de la Vierge à l'Enfant », inventaire Gertrude Occitanie, sur laregion.fr.
- « Plats de quête(2) (calice à l'hostie 4 - ensemble de plats de quête) », inventaire Gertrude Occitanie, sur laregion.fr.
- « Banc de chœur », inventaire Gertrude Occitanie, sur laregion.fr.
- « ensemble de 5 tableaux (retable de sainte Agnès et de sainte Cécile) : sainte Cécile, sainte Agnès, Annonciation, Résurrection du Christ », inventaire Gertrude Occitanie, sur laregion.fr.
- « groupe sculpté (retable de saint Jean-Baptiste) : Christ en croix entre la Vierge et saint Jean », inventaire Gertrude Occitanie, sur laregion.fr.
- « plat de quête (personnage luttant contre un lion) », inventaire Gertrude Occitanie, sur laregion.fr.
- « Statuette de saint Évêque », inventaire Gertrude Occitanie, sur laregion.fr.
- « Bancs d'église (6) », inventaire Gertrude Occitanie, sur laregion.fr.
- « plat de quête, statue (figurine) : saint Roch », inventaire Gertrude Occitanie, sur laregion.fr.
- « Roue à clochettes », inventaire Gertrude Occitanie, sur laregion.fr.
- « Bancs (4) », inventaire Gertrude Occitanie, sur laregion.fr.
- « Reliefs (2) - ailerons d'un retable », inventaire Gertrude Occitanie, sur laregion.fr.
- « Chasublier », inventaire Gertrude Occitanie, sur laregion.fr.
- « Calice », inventaire Gertrude Occitanie, sur laregion.fr.
- « Calice et patène », inventaire Gertrude Occitanie, sur laregion.fr.
- « Retable du Rosaire », inventaire Gertrude Occitanie, sur laregion.fr.
- « Cinq reliefs (du retable de saint Martin) », inventaire Gertrude Occitanie, sur laregion.fr.
- « statue de saint Jean-Baptiste (retable de saint Jean-Baptiste) », inventaire Gertrude Occitanie, sur laregion.fr.
- « plat de quête, statue (figurine) : saint Jean-Baptiste », inventaire Gertrude Occitanie, sur laregion.fr.
- « Garde-corps de tribune ; croix », inventaire Gertrude Occitanie, sur laregion.fr.
- « Statuette de l'Enfant Jésus », inventaire Gertrude Occitanie, sur laregion.fr.
- « Ostensoir », inventaire Gertrude Occitanie, sur laregion.fr.
- « plat de quête, statue (figurine) : saint Martin », inventaire Gertrude Occitanie, sur laregion.fr.
- « Prédelle (retable de sainte Agnès et de sainte Cécile) », inventaire Gertrude Occitanie, sur laregion.fr.
- « Statuette de saint Sébastien (élémt plat de quête) », inventaire Gertrude Occitanie, sur laregion.fr.
- « statue : Christ en croix », inventaire Gertrude Occitanie, sur laregion.fr.
- « Plats de quête(2) », inventaire Gertrude Occitanie, sur laregion.fr.
- « retable de la Vierge, gradins d'autel, statues », inventaire Gertrude Occitanie, sur laregion.fr.
- « retable du maître-autel dit de saint Martin », inventaire Gertrude Occitanie, sur laregion.fr.
- « ensemble de trois reliefs (retable de la Vierge) », inventaire Gertrude Occitanie, sur laregion.fr.
- « chaire à prêcher », inventaire Gertrude Occitanie, sur laregion.fr.
- « haut relief (élément de retable) : Dieu le Père », inventaire Gertrude Occitanie, sur laregion.fr.
- « Croix reliquaire de la Vraie Croix », inventaire Gertrude Occitanie, sur laregion.fr.
- « retable de saint Jean-Baptiste », inventaire Gertrude Occitanie, sur laregion.fr.
- « Cloche », inventaire Gertrude Occitanie, sur laregion.fr.
- « retable de saint Hyacinthe », inventaire Gertrude Occitanie, sur laregion.fr.
- « Ensemble de trois tableaux (retable de saint Hyacinthe) : Tobbie et l'ange, saint François d'Assise recevant les stigmates et le Couronnement de la Vierge », inventaire Gertrude Occitanie, sur laregion.fr.
- « Retable de sainte Agnès et de sainte Cécile », inventaire Gertrude Occitanie, sur laregion.fr.
- « Prédelle (retable de saint Hyacinthe) », inventaire Gertrude Occitanie, sur laregion.fr.
- « présentation du mobilier », inventaire Gertrude Occitanie, sur laregion.fr.
- « Croix d'autel », inventaire Gertrude Occitanie, sur laregion.fr.
- « Ciboire », inventaire Gertrude Occitanie, sur laregion.fr.
- « plat de quête, statue (figurine) : saint Blaise », inventaire Gertrude Occitanie, sur laregion.fr.
- « Chandeliers (7) », inventaire Gertrude Occitanie, sur laregion.fr.
- « Fonts baptismaux », inventaire Gertrude Occitanie, sur laregion.fr.
- « 4 reliefs (retable de saint Jean-Baptiste) », inventaire Gertrude Occitanie, sur laregion.fr.
- « Thabor », inventaire Gertrude Occitanie, sur laregion.fr.
- « Chandelier », inventaire Gertrude Occitanie, sur laregion.fr.
- « Patène », inventaire Gertrude Occitanie, sur laregion.fr.
- « Coquille de baptême », inventaire Gertrude Occitanie, sur laregion.fr.
- « Bénitier », inventaire Gertrude Occitanie, sur laregion.fr.
- « Statue de saint Benoît (du retable de sainte Agnès et sainte Cécile) », inventaire Gertrude Occitanie, sur laregion.fr.